# 伊藤久朗
伊藤 久朗（いとう ひさお、1972年9月18日 - ）は静岡第一テレビ（SDT）の社員。元アナウンサー。

## 来歴・人物
浜松市中央区出身。血液型はO型。浜松市立佐藤小学校、浜松市立丸塚中学校、静岡県立浜松南高等学校、日本大学を卒業後、1996年SDTに入社。同期は竹内朱実。
佐野元春と綾瀬はるかのファン。納豆が苦手。
2021年2月末でアナウンサー職から離れ、制作職に異動。

## 過去の担当番組
- あさチャン!!
- ○ごとX
- セレブクマキリ - ナレーター
- KICK OFF
- 倶楽部クマキリ - ナレーター
- ズームイン!!SUPER - 静岡リポーター
- 静岡○ごとワイド! リポーター
- ZIP! - 静岡リポーター
- news every.しずおか（第1期）
- D-sports SHIZUOKA
- FRONT ZERO